# Leptogorgia capverdensis
Leptogorgia capverdensis is een zachte koraalsoort uit de familie Gorgoniidae. De koraalsoort komt uit het geslacht Leptogorgia. Leptogorgia capverdensis werd in 1986 voor het eerst wetenschappelijk beschreven door Grasshoff. 